# Hannah Montana: O Filme
Hannah Montana: The Movie (bra/prt: Hannah Montana: O Filme) é uma adaptação fílmica musical da sitcom infantojuvenil americana Hannah Montana. A história fala sobre como a popularidade de Miley Stewart/Hannah Montana começa a assumir sua vida. Aconselhada por seu pai, Miley viaja até sua cidade natal de Crowley Corners no Tennessee para conseguir uma perspectiva do que é mais importante para ela.
O Disney Channel lançou um teaser do filme durante seus programas. Embora tenha sido um sucesso de bilheteria, arrecadando aproximadamente US$ 150 milhões em todo o mundo, recebeu críticas variadas.

## Enredo
Both Worlds 2009 Movie Mix. No entanto, Oswald, um jornalista secreto subserviente à revista BonChic, descobre que Hannah guarda um segredo (que ela é realmente Miley Stewart) e determina-se a descobrir o que é. Depois, Miley se envolve em uma briga com Tyra Banks por causa de um par de sapatos numa loja de departamento, já que ambas desejam dá-lo para suas amigas, especialmente Miley para Lilly ("The Good Life"), e também acaba se esquecendo de dizer adeus à seu irmão Jackson, que parte para a universidade. Steve Rushton faz performances na festa de aniversário de Lilly ("Everything I Want", "Game Over"). Quando Oswald segue a limosine secretamente até a festa, ela é forçada a aparecer como Hannah ao invés de Miley, e como planejava, atraiu a atenção de todos os convidados em vez da melhor amiga, principalmente quando cantou a música "Let's Get Crazy" acompanhada de Steve Rushton e Days Difference. Oliver e Rico tentam impedir Lilly de ir embora, mas a festa é arruinada por um bolo explosivo. Perturbada por Miley, Lilly conta à Oswald que Hannah veio de um lugar chamado Crowley Corners; sem saber que ele é um jornalista.
Robby fica furioso ao saber que a briga de Hannah e Tyra está em todos os jornais. No mesmo dia, eles viajam de jato particular para um Prêmio em Nova York, mas chegam em Crowley Corners, Tennessee, sua cidade natal, pois é o aniversário de sua avó Ruby e seu pai gostaria que ela recordasse a vida que teve. De repente, Robby e Miley têm suas próprias relações. Robby se interessa amorosamente por Lorelai, interpretada por Melora Hardin, e Miley desenvolve uma profunda relação com um amigo de infância, Travis Brody, interpretado por Lucas Till, depois que ele a ajuda montar em seu velho cavalo, Blue Jeans.
No entanto, Miley é castigada quando menciona à Robby que prefere ser vista como Hannah Montana mais do que deseja ficar com sua família. Já Oswald, segue a garota na sua cidade natal. Após, ela tenta compor uma música, mas quando Travis a ignora é incapaz de finalizá-la. Existe também uma firme batalha entre os moradores de Crowley Corners e um time de empresários que planejam destruir os prados e construírem um shopping no local. Em uma festa no celeiro à noite, diversos cantores contribuíram caridosamente para salvar Crowley Corners, cantando "Back To Tennessee" de Billy Ray Cyrus, e "Crazier" de Taylor Swift. Miley canta "Hoedown Throwdown", até que os empresários do shopping chegam. Então, Travis sugere que Hannah Montana pode aparecer para uma apresentação especial, lembrando que Miley a conhece (ela mentiu para Travis, dizendo que salvara a vida de Hannah em um acidente no mar), como uma maneira de salvar os prados de se tornarem um shopping. Logo, ela percebe que deixou Robby desapontado por causa da sua atitude.
Miley passa o tempo com Lilly, que chegou juntamente com a banda e a multidão de Hannah Montana, e elas se perdoam. Miley passa por algumas dificuldades ajustando sua vida no interior, tentando ser ela mesma e Hannah Montana, e Oswald tira fotos dela com Lilly, quando esta é a única que o convidou para saber do segredo acidentalmente. Quando Miley vê Travis, conversando com ele como Hannah, ela o encoraja de convidá-la para sair; ele aceita seu conselho. Miley promete que irá, mas é convidada para um jantar com o Prefeito por Lorelai (Lilly estava disfarçada de Hannah no momento). Ela arranja uma maneira de comparecer em ambos os compromissos, com suas duas formas. Eventualmente, se confunde com seus vestuários e Travis a encontra vestida de Hannah. Imediatamente, rejeita Miley e ela se sente desolada. As coisas pioram quando Robby decide terminar seu romance com Lorelai, precisando cuidar de sua filha. Miley compõe sua própria música, "Butterfly Fly Away", onde ela e Robby Ray cantam juntos para animá-la. Encontrando o galinheiro finalizado cujo ele e Miley estavam construindo e ouvindo a música "Rock Star", Travis, se sentindo um pouco culpado, decide ir à apresentação de Miley para ajudá-la.
Hannah de repente para durante a metade da música, vendo que Travis estava na platéia. Ela explica para a multidão que não pode mais fazer aquilo, dizendo que estava em sua casa. Então, retira sua vestimenta e revela que é Miley e não pode mais continuar a ser Hannah, declarando não ser mais capaz de lidar com sua vida dupla. Em seguida, canta a música que ela mesma criou; "The Climb", mas depois a platéia pede que ela leve sua carreira de Hannah Montana, prometendo que não contarão a ninguém seu segredo. De repente, Oswald aparece e tira uma foto em seu celular, mas é incentivado por suas filhas gêmeas, mudando sua mente e se demitindo. A música "You'll Always Find Your Way Back Home" é um sucesso e Miley parte de Tennessee de novo após beijar Travis, e consegue restaurar a fé em sua vida dupla.

## Elenco
| Ator             | Personagem        | Dublador            | Dobrador       |
| ---------------- | ----------------- | ------------------- | -------------- |
| Miley Cyrus      | Miley Stewart     | Tatiane Keplmair    | Maria Camões   |
| Emily Osment     | Lilly Truscott    | Samira Fernandes    | Carla Garcia   |
| Mitchel Musso    | Oliver Oken       | Júlia Castro        | Tiago Retré    |
| Jason Earles     | Jackson Stewart   | Yuri Chesman        | Romeu Vala     |
| Moises Arias     | Rico Suave        | Daniel Garcia       | André Raimundo |
| Billy Ray Cyrus  | Robby Ray Stewart | Luiz Laffey         | Diogo Mesquita |
| Lucas Till       | Travis Brody      | Vagner Fagundes     | Luis Lucena    |
| Margo Martindale | Avó Ruby          | Patricia Scalvi     | Isabel Ribas   |
| Vanessa Williams | Vita              | Alessandra Araújo   | Paula Fonseca  |
| Melora Hardin    | Lorelai           | Sandra Mara Azevedo | Sandra Faleiro |

## Produção
As gravações de Hannah Montana: O Filme começaram em Outubro de 2008, nas cidades de Los Angeles e Columbia (Tennessee). A pós-produção foi iniciada em Janeiro de 2009.
Existe uma cena de carnaval filmada no Smiley Hollow em Ridgetop, onde o personagem de Peter Gunn procura pela verdadeira Hannah e encontra Jackson vendendo "perucas de Hannah" e todo mundo em sua volta se parece com a estrela, então começa a investigar uma por uma. Também foram filmados alguns números musicais, como "The Climb" e "You'll Always Find Your Way Back Home". Existiam 500 figurantes pagos e 1500 voluntários extras que estavam durante a gravação das cenas.
O filme apresenta duas canções do artista britânico Steve Rushton, incluindo o sucesso "Game Over". Steve escreveu ambas as canções e apresentou-as na festa de aniversário de Lilly em Santa Monica Pier. Em algumas cenas, Miley está andando a cavalo.
Uma cena foi gravada no Shopping de Cool Spring (sul de Nashville). Filmada no departamento de sapatos na loja da marca Belk. Miley Cyrus, Vanessa L. Williams e Tyra Banks estavam na cena. Hannah briga com Tyra por causa de um par de calçados. Existem também cenas gravadas na Franklin High School. É a escola fictícia de Seaview High School onde Miley e Lilly estudam.

## Números musicais
A Walt Disney Records lançou a trilha sonora do filme em 24 de Março de 2009, com canções de Miley Cyrus, Hannah Montana, Billy Ray Cyrus, Rascal Flatts, Taylor Swift e Steve Rushton. Seria originalmente composta pelo compositor nomeado para o Oscar Alan Silvestri, e escreveu uma canção nova com Glen Ballard, "Butterfly Fly Away", que pode ser escutada no filme. No entanto, ele teve um conflito de eventos com G.I. Joe: The Rise of Cobra, onde fora convidado para compor a trilha sonora também. A posição foi assumida pelo compositor indicado ao Oscar John Debney, que gravou juntamente com a Orquestra Sinfônica dos Estúdios de Hollywood nos Estúdios de Gravação Sony. O álbum estreou em 2º lugar na Billboard 200 com 137.592 vendas na primeira semana, e após quatro semanas atingiu a 1ª posição. Uma versão de karaokê foi lançada em 18 de Agosto de 2009.
| #  | Título                                   | Artista(s)                    | Compositor(es)                                                                                               | Tempos | Notas                                                                                            |
| -- | ---------------------------------------- | ----------------------------- | --- | ------ | ------------------------------------------------------------------------------------------------ |
| 1  | "You'll Always Find Your Way Back Home"  | Hannah Montana                | Taylor Swift e Martin Johnson                                                                                | 3:45   | Interpretado por Hannah Montana como canção final.                                               |
| 2  | "Let's Get Crazy"                        | Hannah Montana                | Colleen Fitzpatrick, Michael Kotch, Dave Derby, Michael "Smidi" Smith, Stefanie Ridel, Mim Nervo e Liv Nervo | 2:37   | Interpretado por Hannah Montana no aniversário de 16 anos de Lilly.                              |
| 3  | "The Good Life"                          | Hannah Montana                | Matthew Gerrard e Bridget Benenate                                                                           | 2:59   | Usado como música de fundo durante a briga de Hannah Montana e Tyra por causa de um sapato.      |
| 4  | "Everything I Want"                      | Steve Rushton                 | Steve Rushton                                                                                                | 3:53   | Interpretado no aniversário de Lilly durante a conversa de Miley e a aniversariante no telefone. |
| 5  | "Don't Walk Away"                        | Miley Cyrus                   | Miley Cyrus, John Shanks e Hillary Lindsey                                                                   | 2:48   | Usado enquanto Miley recolhia ovos na fazenda.                                                   |
| 6  | "Hoedown Throwdown"                      | Miley Cyrus                   | Adam Anders e Nikki Hassman                                                                                  | 3:02   | Interpretado por Miley Stewart em Crowley Corners e usado também durante os créditos finais.     |
| 7  | "Dream"                                  | Miley Cyrus                   | John Shanks e Kara DioGuardi                                                                                 | 3:23   | Usado em duas montagens para o filme incluindo a cena onde Miley se balança na corda no trailer. |
| 8  | "The Climb"                              | Miley Cyrus                   | Jessi Alexander and Jon Mabe                                                                                 | 3:57   | Interpretado por Miley Stewart no fim do filme.                                                  |
| 9  | "Butterfly Fly Away"                     | Miley Cyrus e Billy Ray Cyrus | Glen Ballard e Alan Silvestri                                                                                | 3:10   | Interpretado por Miley e Robby Ray após ela arruinar seu "namoro".                               |
| 10 | "Backwards" (Acústico)                   | Rascal Flatts                 | Marcel e Tony Mullins                                                                                        | 3:25   | Interpretado por Rascal Flatts na casa da avó Ruby.                                              |
| 11 | "Back to Tennessee"                      | Billy Ray Cyrus               | Billy Ray Cyrus, Tamara Dunn e Matthew Wilder                                                                | 4:14   | Interpretado por Robby Ray em Crowley Corners.                                                   |
| 12 | "Crazier"                                | Taylor Swift                  | Taylor Swift e Robert Ellis Orrall                                                                           | 3:12   | Interpretado por Taylor Swift em Crowley Corners.                                                |
| 13 | "Bless the Broken Road" (Acústico)       | Rascal Flatts                 | Bobby Boyd, Jeff Hanna e Marcus Hummon                                                                       | 3:55   | Interpretado por Rascal Flatts na casa da avó Ruby.                                              |
| 14 | "Let's Do This"                          | Hannah Montana                | Derek George, Tim Owens, Adam Tefteller e Ali Theodore                                                       | 3:32   | Usado durante os créditos.                                                                       |
| 15 | "Spotlight"                              | Hannah Montana                | Scott Cutler e Anne Preven                                                                                   | 3:07   | Usado na apresentação, no final do filme                                                         |
| 16 | "Game Over"                              | Hannah Montana                | Steve Rushton                                                                                                | 3:53   | Usado no aniversário de 16 anos de Lilly.                                                        |
| 17 | "What's Not to Like"                     | Hannah Montana                | Hannah Montana                                                                                               | 3:14   | Não apresentado.                                                                                 |
| 18 | "Rock Star"                              | Hannah Montana                | Hannah Montana                                                                                               | 2:58   | Interpretado por Hannah Montana no Teenensi.                                                     |
| 19 | The Best of Both Worlds(2009 Movie Mix)" | Hannah Montana                | Matthew Gerrard e Robbie Nevil,                                                                              | 2:54   | Interpretado por Hannah Montana como o número de abertura do filme.                              |

## Estreia
Em Dezembro de 2008, o filme recebeu a classificação G da MPAA para todas as idades admitidas. Em 16 de Janeiro de 2009, o trailer oficial do filme foi lançado, juntamente com o pôster oficial do filme em um site. Adicionalmente, um sneak peek foi lançado em Dezembro de 2008 no Disney Channel.[carece de fontes?]
Em 16 de Fevereiro de 2009, uma prévia exclusiva da Disney Channel foi lançada, junto com os videoclipes de "The Climb" e "Hoedown Throwdown" da trilha sonora de Hannah Montana: O Filme inspecionado por Miley Cyrus. Cyrus também promoveu o filme e interpretou o single principal do filme "The Climb" em vários talk shows, incluindo The Tonight Show with Jay Leno, Good Morning America, The Tyra Banks Show, e Rachael Ray. Também apresentou sua canção no American Idol em 16 de Abril de 2009.
Um vídeo game baseado no filme foi lançado em 7 de Abril de 2009, três dias antes do filme ser estreado. O jogo foi revelado pela ESRB. A estreia de Hannah Montana: O Filme aconteceu em 2 de Abril de 2009 em Los Angeles No Brasil e em Portugal, foram lançados nos cinemas dia 12 de Junho e 30 de Julho de 2009, respectivamente. A Play Along Toys comercializa bonecas e brinquedos baseados no filme.

### Lançamento de home video
Hannah Montana: O Filme foi lançado em disco blu-ray e DVD em 18 de Agosto de 2009 nos Estados Unidos, 2 de Setembro no Brasil e 25 de Novembro em Portugal. Na primeira semana de vendas, conseguiu arrecadar aproximadamente U$20 milhões (com mais de 1.5 unidades), no total de U$45 milhões (2.5 unidades) que estão sendo vendidos. Inclui os bastidores, bloopers, sneak peeks e mais.
Foram feitas 3 edições:
- 1 disco de DVD (DVD normal)
- 2 discos de DVD (DVD normal e cópia digital)
- 3 discos de Blu-ray (disco de Blu-ray, DVD normal e cópia digital)

## Recepção

### Comentários
No site Rotten Tomatoes, o filme ganhou 44% de 117 comentários, e obteve média 5,2 de 10. Entertainment Weekly elogiou: "A verdadeira lição do filme é que as celebridades parecem ter vidas fáceis, mas são difíceis. A lição real, como sempre, é que desde que Miley precisa trabalhar horas extras para ser Hannah, toda garota na audiência — caso ela se esforce — pode se tornar a estrela que deseja ser".
Peter Hartlaub da San Francisco Chronicle disse: "Hannah Montana: O Filme não é uma abominação. Os personagens são legais, o enredo é fácil de seguir e todas as canções possuem o mesmo som, assim, você pode ficar com elas na cabeça. Mas mesmo que os adultos autorizem seus filhos para ver o filme, devem ficar o mais longe possível do cinema. Se você não estiver velho o suficiente para carregar uma lancheira da Hannah Montana, este filme será como um castigo".
Atomic Popcorn afirmou: "Hip-hop e country. Como a música tema de Hannah Montana diz, "Você tem o melhor dos dois mundos." Dez minutos antes de o filme começar, duas fileiras que pareciam ser formadas por garotas de 14 anos, começaram a cantar a música tema da série. De novo e de novo. As 6 fileiras – de garotas com 10 anos que encheram o restante do cinema, estavam dançando e cantando em seus lugares. Minha filha de 16 anos, perguntou com um sorriso na boca, 'não é divertido?' Eu disse, com o pouco do sorriso que eu poderia reunir, 'um pouco.'"
Blogcritics também elogiou e comentou o filme: "Este filme definitivamente atingiu a marca do público-alvo com o melhor dia de abertura para um filme de ação com classificação G. O final previsível desvia do tom divertido para resolver o drama dos dois lados do personagem principal. Alguns estereótipos e mercantilismo enfraquecem o filme, mas o público alvo pode encontrar uma grande variedade de elementos atraentes aqui, enquanto os fãs de Hannah não irão se desapontar."

### Desempenho nas bilheterias
O filme abriu como sucesso de bilheteria, arrecadando U$17 milhões na sexta-feira, o dia de estreia para 3.118 cinemas, e se tornou o 1º filme com um final bruto interno, ganhando aproximadamente U$32 milhões no fim de semana de lançamento, que o levou para o recorde de maior semana da abertura de um filme com classificação G. O filme levou mais pessoas aos cinemas e faturou U$79 milhões no total interno bruto, e U$75 milhões vindo de outros territórios, conseguindo um total de U$154 milhões em todo o mundo, se tornando a maior bilheteria de um filme de imagem real classificado em G de 2009.

### Prêmios e indicações
Em 28 de Março de 2009, antes de o filme estrear, a canção que faz parte da trilha sonora "The Climb" foi indicada para ser apresentada no Nickelodeon Kids' Choice Awards 2009. Em 31 de Maio de 2009, Cyrus ganhou o prêmio da MTV Movie Awards por "Melhor Canção" e indicado para "Revelação Feminina", mas perdeu para Ashley Tisdale. Também teve 4 indicações no Teen Choice Award.
- 2009 MTV Movie Awards - "Revelação Feminina" – Indicada
- 2009 MTV Movie Awards - "Melhor Canção" – Vencedor
- 2009 Teen Choice Awards - "Melhor atriz em filme de musical" –Miley Cyrus - Vencedor
- 2009 Teen Choice Awards - "Melhor Beijo" – Indicado
- 2009 Teen Choice Awards - "Melhor Single ('The Climb')" – Vencedor
- 2009 Teen Choice Awards - "Trilha Sonora" – Indicado
- 2009 Teen Choice Awards - "Melhor ator em filme musical" – Jason Earles – Indicado
- 2009 Teen Choice Awards - "Choice Movie: Fresh Face Female" – Emily Osment – Vencedor
- 2009 Golden Raspberry Awards - ''Pior Atriz'' – Miley Cyrus – Indicada